# Mickey Deans
Pour les articles homonymes, voir Deans.
Mickey Deans (24 septembre , 1934 – 11 juillet 2003) est un musicien et homme d'affaires américain, principalement connu pour être le cinquième et dernier mari de l'actrice américaine Judy Garland.

## Jeunesse
Mickey Deans naît le 24 septembre 1934 à Garfield, dans l'état du New Jersey. Il est le plus jeune des trois enfants de Mary et Michael DeVinko, formant une famille de musiciens dans laquelle il apprend à jouer du piano et de l'accordéon.

## Carrière
Mickey Deans commence sa carrière comme pianiste au Jilly’s, une boîte de nuit de Manhattan. Puis il devient gérant de la discothèque Arthur. En 1966, il rencontre Judy Garland dans son hôtel à New York grâce à un ami commun, qui lui demande d'amener un paquet d'amphétamines à l'actrice. Après trois ans de fréquentation intermittente, Deans lui propose de l'épouser et ils se marient le 15 mars 1969 à Londres. Deans tente de relancer la carrière de Judy Garland mais sans succès, faute de parvenir à limiter la consommation excessive d’amphétamine et de barbituriques de sa femme. C'est lui qui la trouve morte le 22 juin 1969 dans leur salle-de-bain, trois mois après leur mariage. Judy Garland avait 47 ans. L'autopsie déterminera une mort accidentelle par absorption excessive de barbituriques.
Après la mort de sa femme, Mickey Deans co-écrit son autobiographie avec Ann Pinchot intitulée Weep No More, My Lady, retraçant ses années de jeunesse et de vie commune avec l'actrice défunte. Le livre est publié en 1972. Il meurt d'une crise cardiaque à Cleveland, dans l'Ohio le 11 juillet 2003 à l'âge de 68 ans. Il n'est pas enterré aux côtés de sa femme mais son corps est incinéré.

## Au cinéma
Le rôle de Mickey Deans est interprété par l'acteur Finn Wittrock dans le film biographique Judy, sorti en 2019.